# Лёбершюц
Лёбершюц (нем. Löberschütz) — община в Германии, в земле Тюрингия. 
Входит в состав района Заале-Хольцланд. Подчиняется управлению Дорнбург-Камбург.  Население составляет 139 человек (на 31 декабря 2010 года). Занимает площадь 3,07 км².

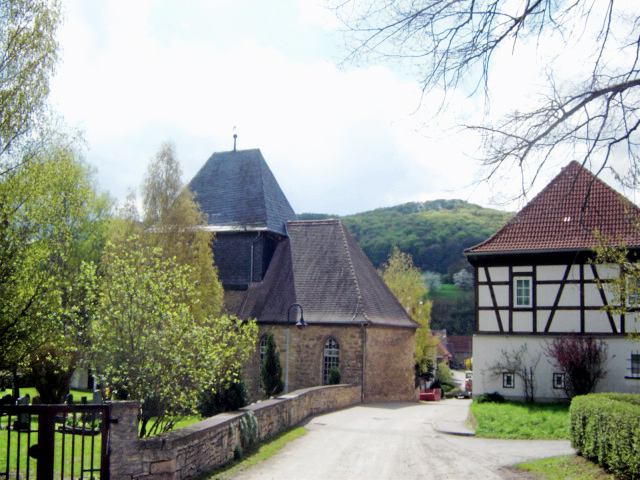
Церковь